# غيشان الغربي (غهرة)
غیشان الغربي (بالفارسية: گیشان غربی) هي قرية تقع في إيران في قسم غهرة الريفي. يقدر عدد سكانها بـ 32 نسمة بحسب إحصاء 2016.